# Dana Brožková
Dana Šafka Brožková (Rovensko pod Troskami, 28 aprile 1981) è un'orientista ceca.

## Carriera
Nel 2001 vinse i campionati mondiali juniores a distanza classica e l'argento nella staffetta. Nel 2006 vinse il bronzo ai campionati mondiali senior a lunga distanza ad Aarhus e nel 2008 a Olomouc si classificò prima. Nel 2009 a Miskolc vinse la middle. Nel 2011 a La Féclaz (Savoia) è giunta seconda nella staffetta.
Sua sorella Radka è un'altra atleta ai vertici dell'orientamento in Repubblica Ceca.

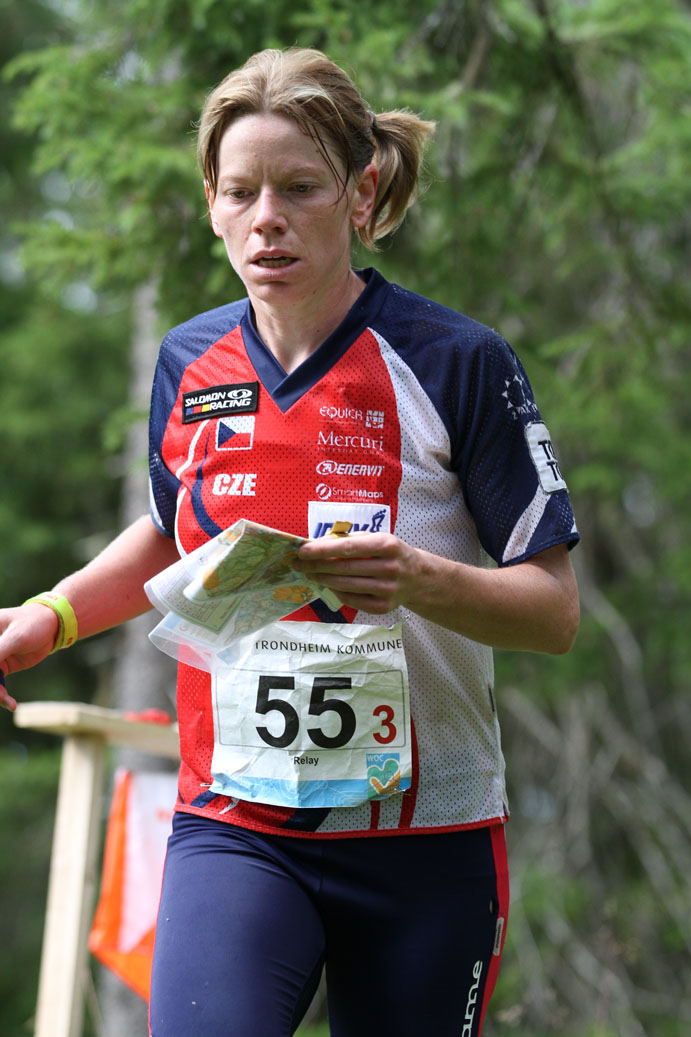
Dana Šafka Brožková ai mondiali a staffetta del 2010